# IC 4687
IC 4687 је спирална галаксија у сазвјежђу Паун која се налази на листи објеката дубоког неба у Индекс каталогу.
Деклинација објекта је - 57° 43' 32" а ректасцензија 18h 13m 39,4s. Привидна величина (магнитуда) објекта IC 4687 износи 13,5 а фотографска магнитуда 14,3. IC 4687 је још познат и под ознакама ESO 140-10, FAIR 45, AM 1809-574, IRAS 18093-5744, PGC 61602.